# Сан-Наццаро-Сезія
Сан-Наццаро-Сезія (італ. San Nazzaro Sesia, п'єм. La Badìa) — муніципалітет в Італії, у регіоні П'ємонт,  провінція Новара.
Сан-Наццаро-Сезія розташований на відстані близько 520 км на північний захід від Рима, 70 км на північний схід від Турина, 16 км на захід від Новари.
Населення — 719 осіб (2014).

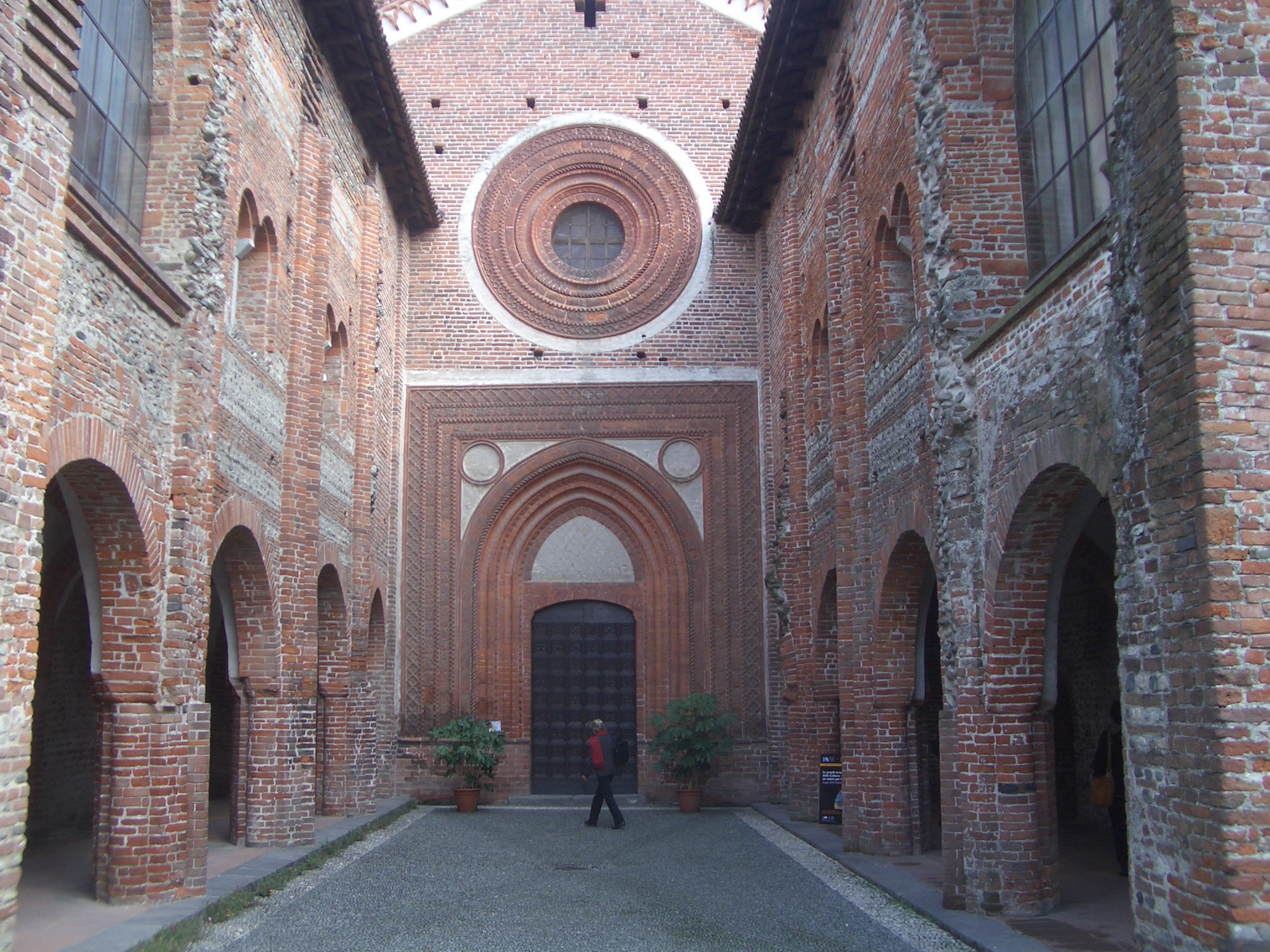

Щорічний фестиваль відбувається 28 липня. Покровитель — Nazario.

## Демографія
Населення за роками:

Станом на 1 січня 2023 року в муніципалітеті офіційно проживало 28 іноземців з 10 країн, серед них 10 громадян країн Євросоюзу та 4 громадяни України.

## Сусідні муніципалітети
- Альбано-Верчеллезе
- Б'яндрате
- Казальбельтраме
- Казальволоне
- Греджо
- Ольденіко
- Речетто
- Віллата